# Степний (Каменський міський округ)
Степни́й (рос. Степной) — селище у складі Каменського міського округу Свердловської області.
Населення — 54 особи (2010, 42 у 2002).
Національний склад станом на 2002 рік: росіяни — 95 %.